# Sevugampatti
Sevugampatti è una suddivisione dell'India, classificata come town panchayat, di 9.521 abitanti, situata nel distretto di Dindigul, nello stato federato del Tamil Nadu. In base al numero di abitanti la città rientra nella classe V (da 5.000 a 9.999 persone).

## Geografia fisica
La città è situata a 10° 11' 29 N e 77° 47' 06 E.

## Società

### Evoluzione demografica
Al censimento del 2001 la popolazione di Sevugampatti assommava a 9.521 persone, delle quali 4.846 maschi e 4.675 femmine. I bambini di età inferiore o uguale ai sei anni assommavano a 1.044, dei quali 538 maschi e 506 femmine. Infine, coloro che erano in grado di saper almeno leggere e scrivere erano 6.156, dei quali 3.577 maschi e 2.579 femmine.